# Chiesa di Santa Maria del Rosario in Errano
La chiesa di Santa Maria del Rosario è un edificio sacro di Errano, una frazione del comune di Faenza.

## Storia
La chiesa originaria, intitolata a Santa Maria in Arano, risale probabilmente al XII secolo. Si trattava di una cappella che non si trovava nel sito attuale, ma spostata verso le pendici collinari, dove passava l'antica via Faentina. L'indicazione Errano comparve per la prima volta nel 1478, in un testamento che prevedeva la destinazione di una cifra di denaro alla costruzione di una cappella nella chiesa di Santa Maria in Erano. Infatti la cappella era diventata parrocchia nel 1475, per volere del vescovo Federico Manfredi. A Errano si trovava anche l'ospedale di San Giovanni Battista, dove oggi inizia via Ospitaletto. In questo edificio venivano accolti gli orfani e i pellegrini diretti a Roma. 
La chiesa attuale fu costruita nel 1783, in seguito al crollo del vecchio edificio a causa di un terremoto, e fu dedicata a Santa Maria del Rosario, su progetto probabilmente dell'architetto faentino Giovan Battista Campidori.

## Descrizione

### Esterno
La chiesa, di piccole dimensioni, è comunicante con le stanze della sagrestia e della canonica.
La facciata esterna, secondo lo stile dell'architettura neoclassica, presenta alcuni elementi che rimandano ai templi greci. Ne sono un esempio il frontone di forma triangolare, su cui è fissata la croce e le paraste di ordine dorico. Il campanile a vela è fornito di tre campane e una croce in cima. Il tetto di tutto l'edificio ha un'ordinaria copertura di tegole.

### Interno
È costituita dalla navata centrale, da due ambienti ai lati dell'altare e da un balcone sopraelevato per il coro. Nonostante sia una chiesa piuttosto piccola e semplice, sono conservate al suo interno opere e oggetti d'arte di valore. Appena entrati, si può ammirare sulla sinistra un quadro raffigurante la Madonna delle Grazie, protettrice di Faenza. Tiene in mano le frecce spezzate, mentre San Pietro e San Francesco si inchinano a lei. Su un piccolo altare situato lungo il lato sinistro è posta una statua raffigurante la Vergine che tiene Gesù Bambino in braccio e un Rosario in mano. Fu realizzata dalla bottega "Ballanti Graziani". Esattamente di fronte, a destra, vi è l'altare del Sacro Cuore di Gesù, con una statua del Cristo. La Via Crucis del XVII secolo fu eseguita con la tecnica della calcografia e le quattordici stazioni, insieme alle cornici originali, sono dislocate  lungo le due pareti laterali. Di fronte al balcone del coro è collocato un dipinto su tela attribuito alla bottega di Giovanni Battista Piazzetta, grande pittore veneziano del XVIII secolo. Raffigura San Giovanni il Battista, a cui era intitolato anche l'ospedale vicino alla chiesa.

## Galleria d'immagini

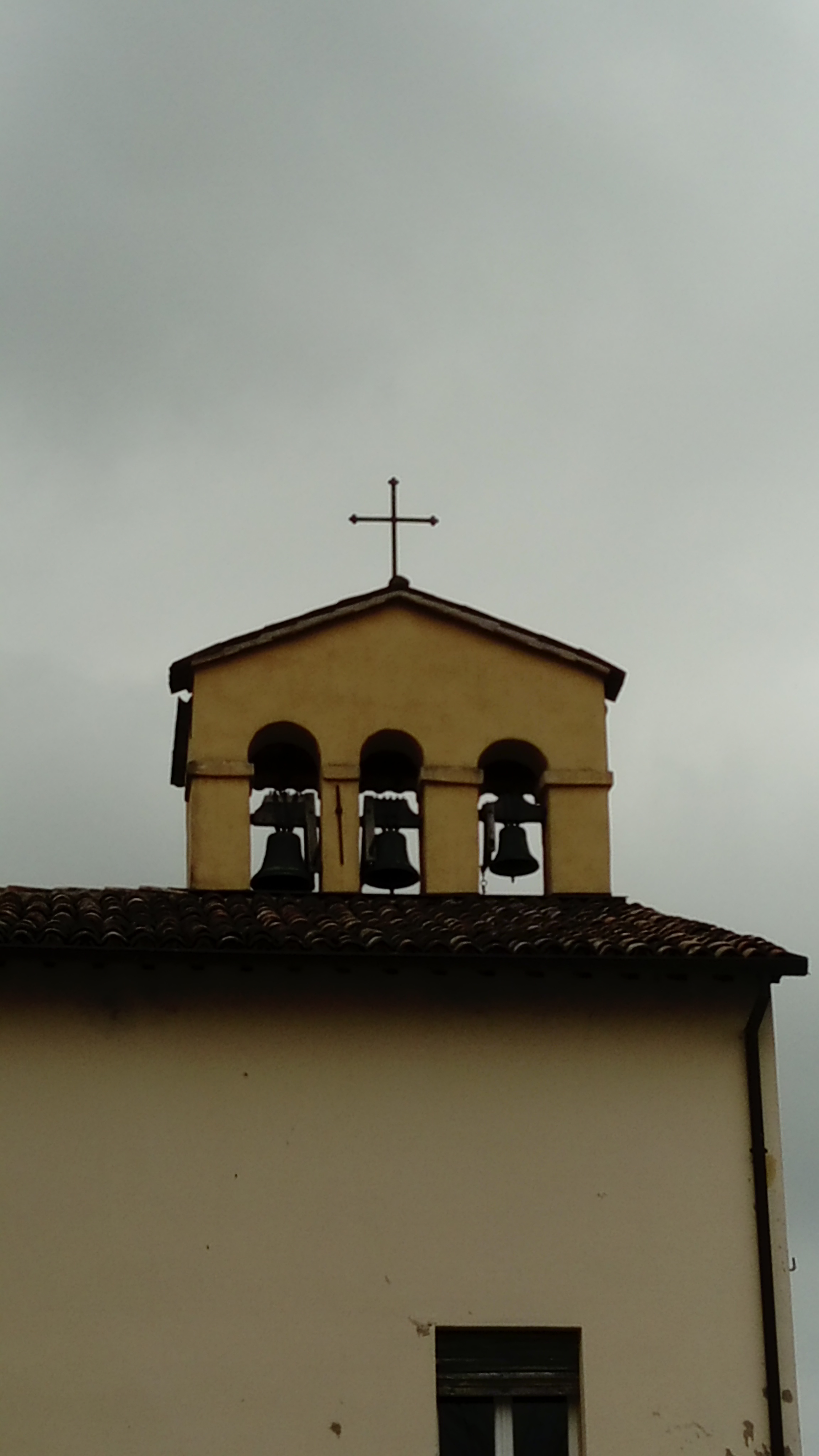
Campanile a vela di Errano
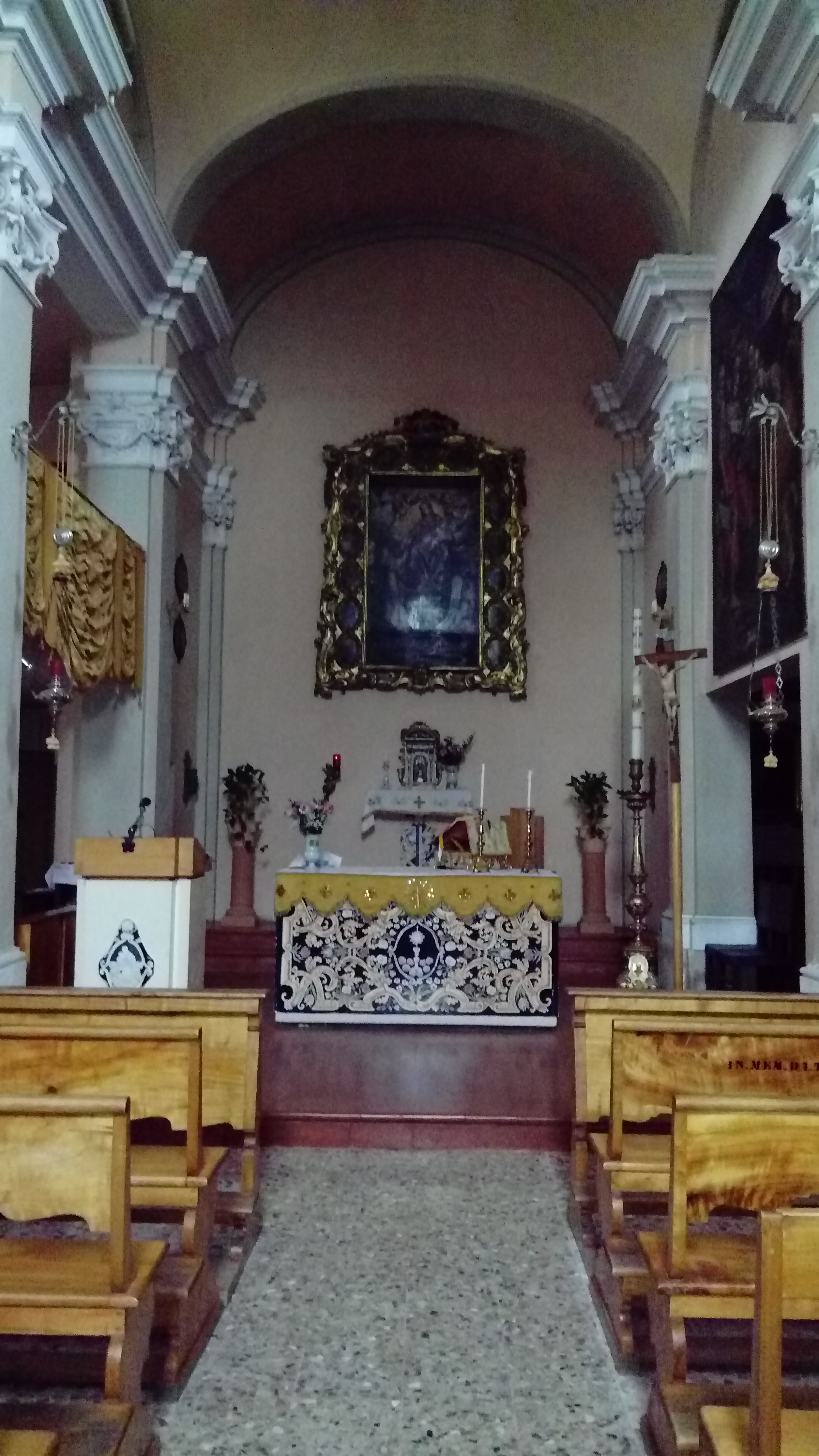
Navata
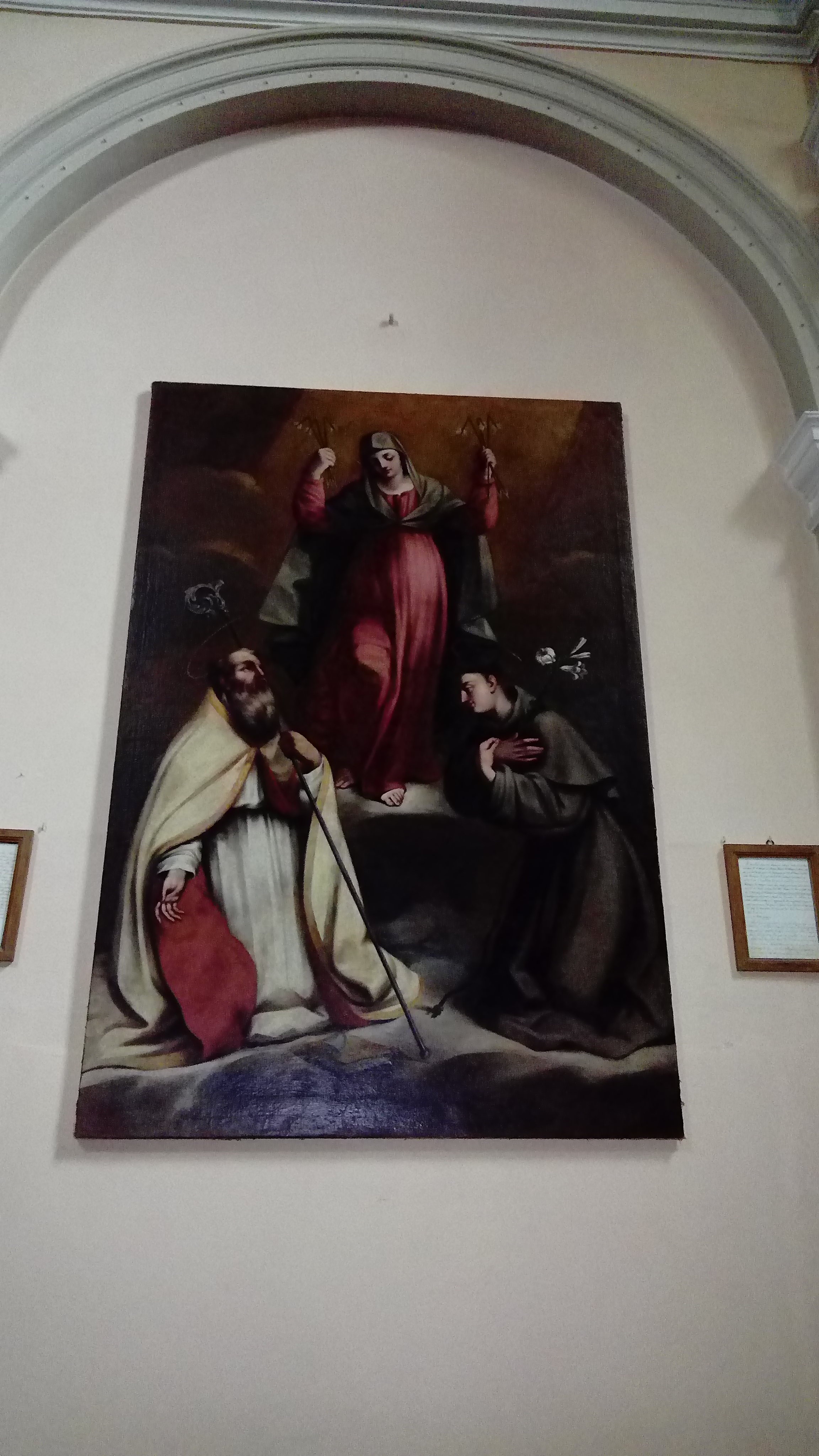
Quadro della Madonna delle Grazie
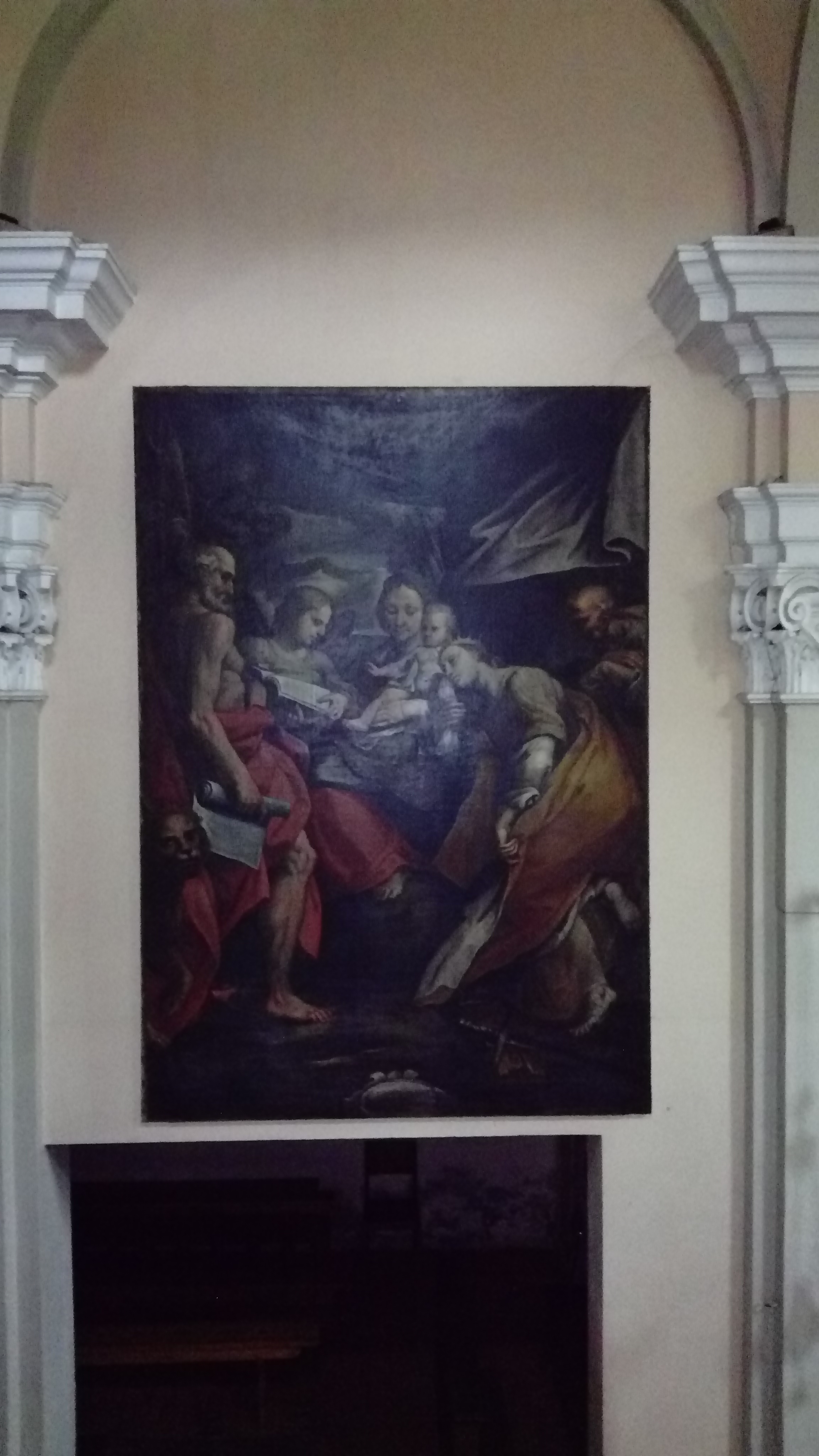
San Giovanni il Battista, Giovanni Battista Piazzetta
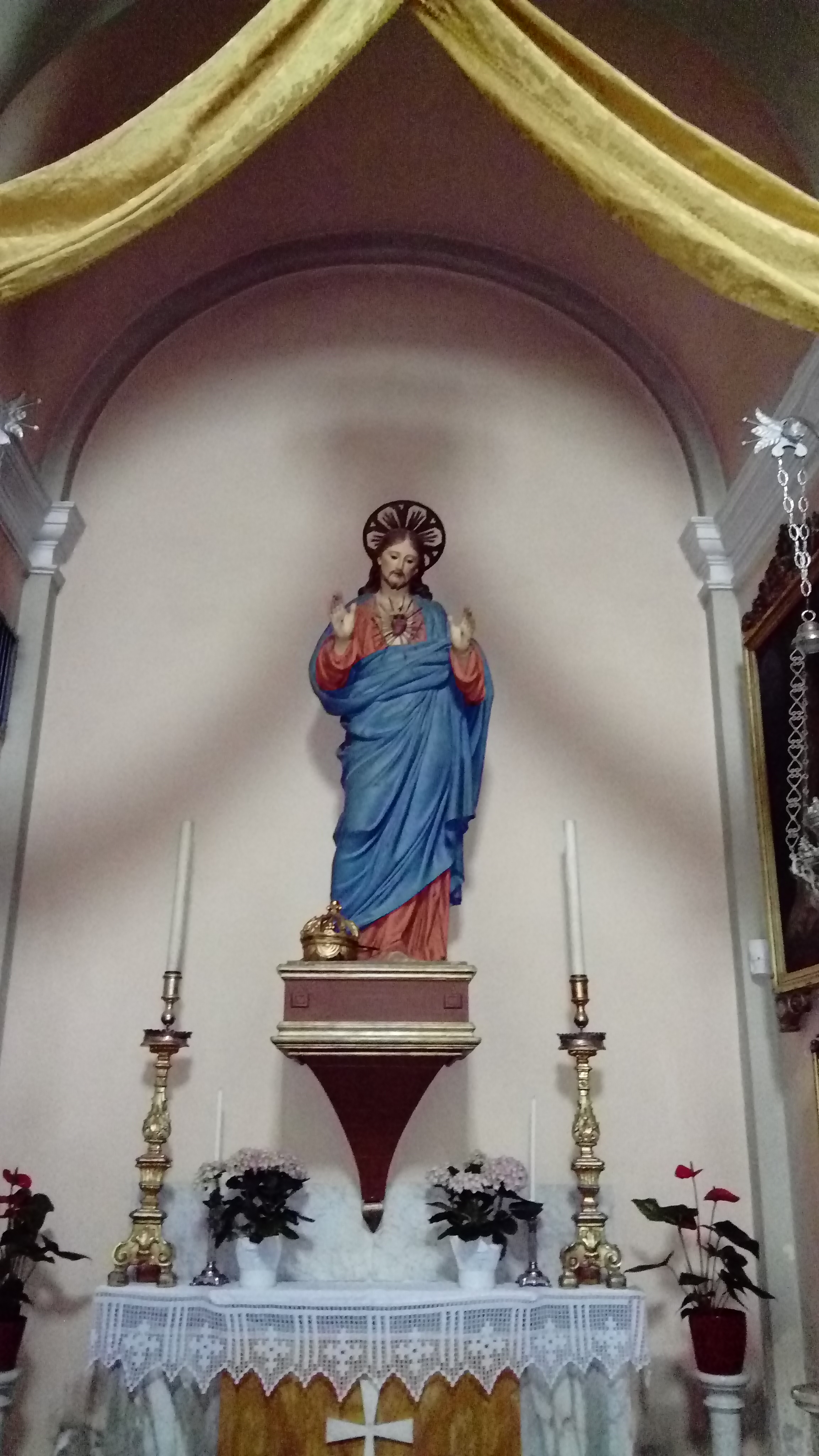
Altare del Sacro Cuore di Gesù
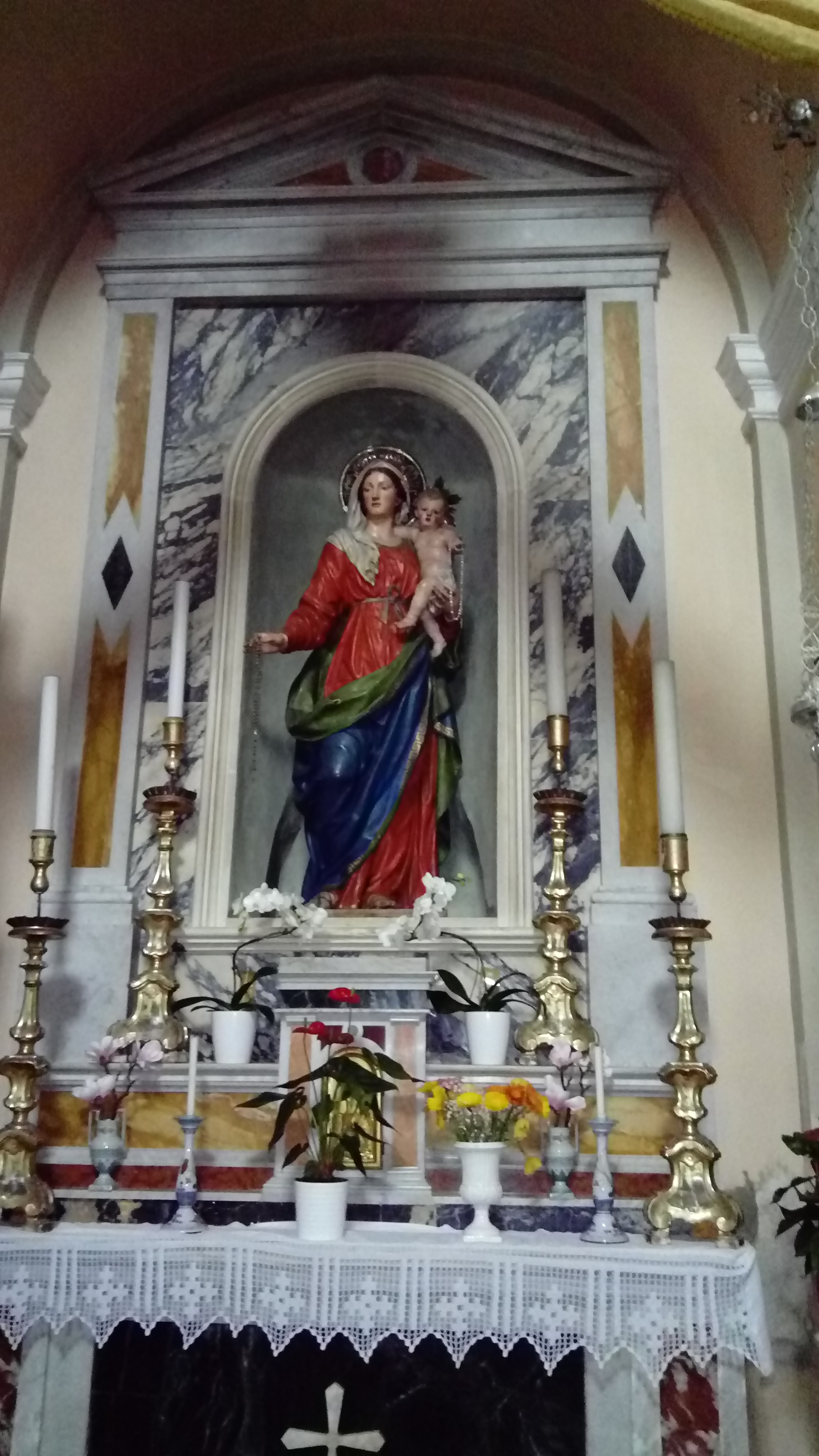
Statua della Santa Maria del Rosario, bottega Ballanti-Graziani
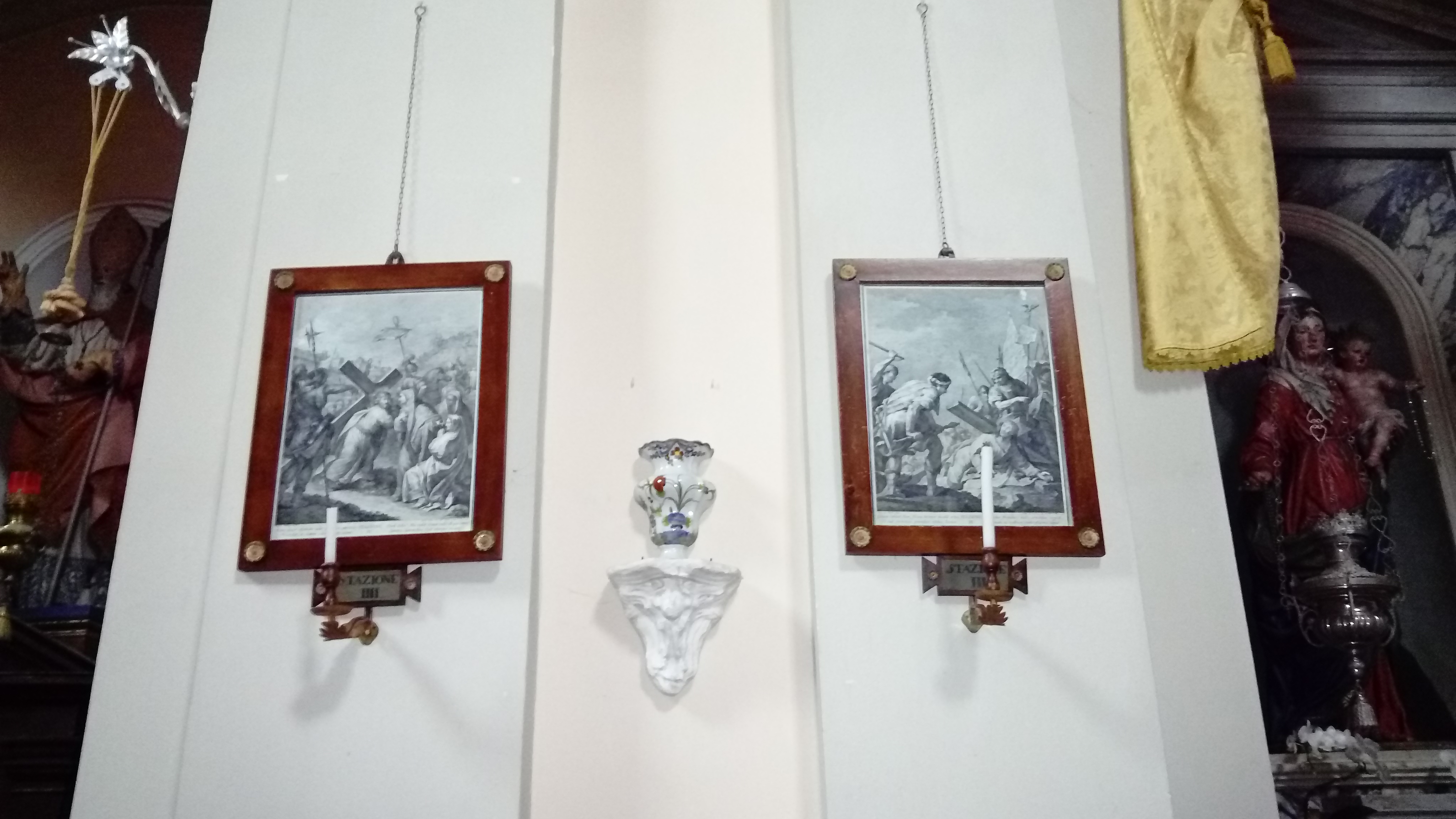
Via Crucis, III e IV stazione
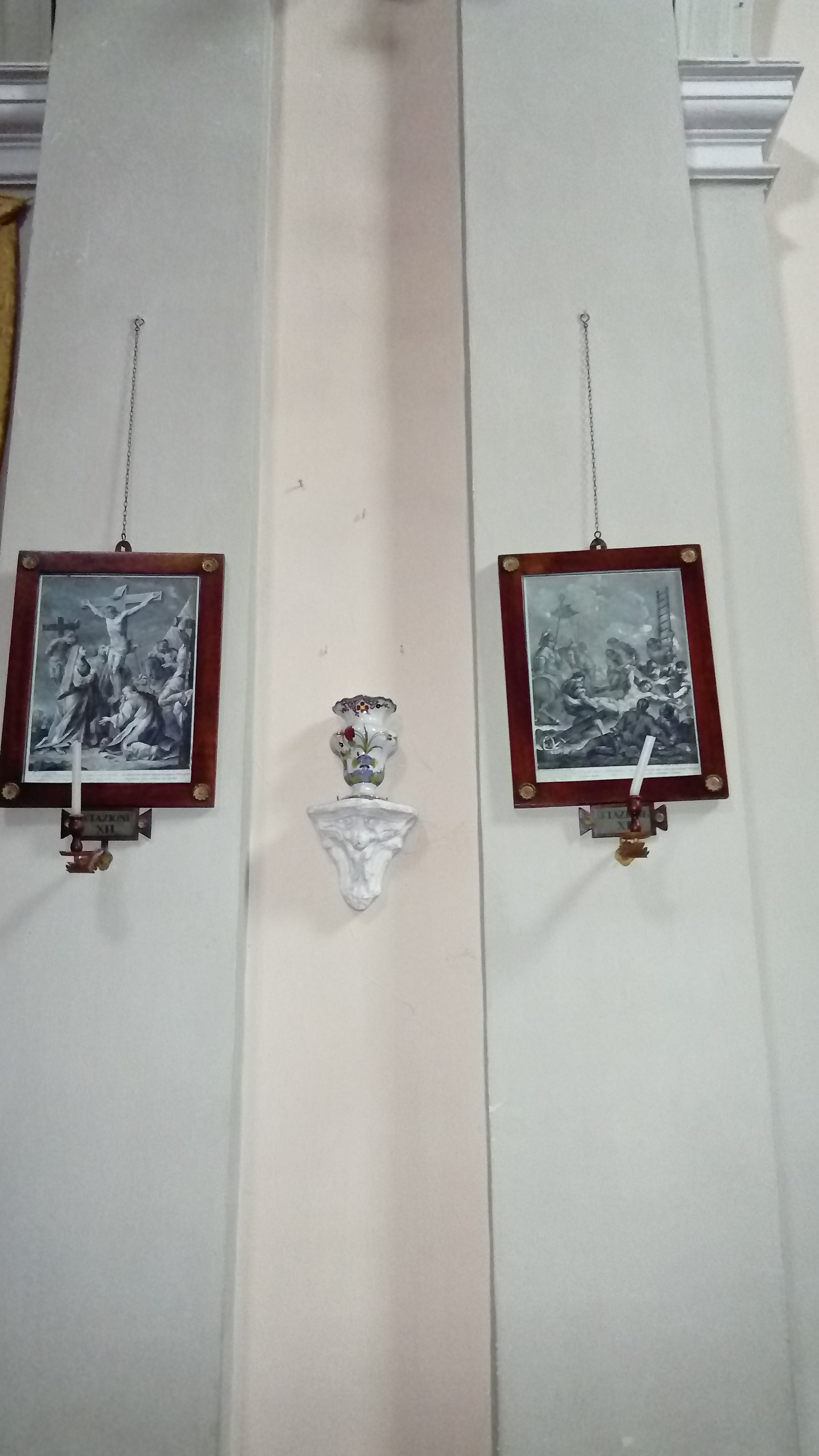
Via Crucis, XI e XII stazione